# 山东省农村信用社
山东省农村信用社（又称山东省农村信用社联合社、山东农商银行）成立于2004年6月6日，履行对全省农商银行管理、指导、协调和服务职能。目前，全省共有110家农商银行，营业网点5080个，员工6.7万人，是全山东营业网点和从业人员最多、服务范围最广、资金规模最大的金融机构。截至2018年末，全省农商银行各项存款余额17936亿元，各项贷款余额11702亿元，涉农贷款余额7299亿元，2018年缴纳税金93.13亿元。

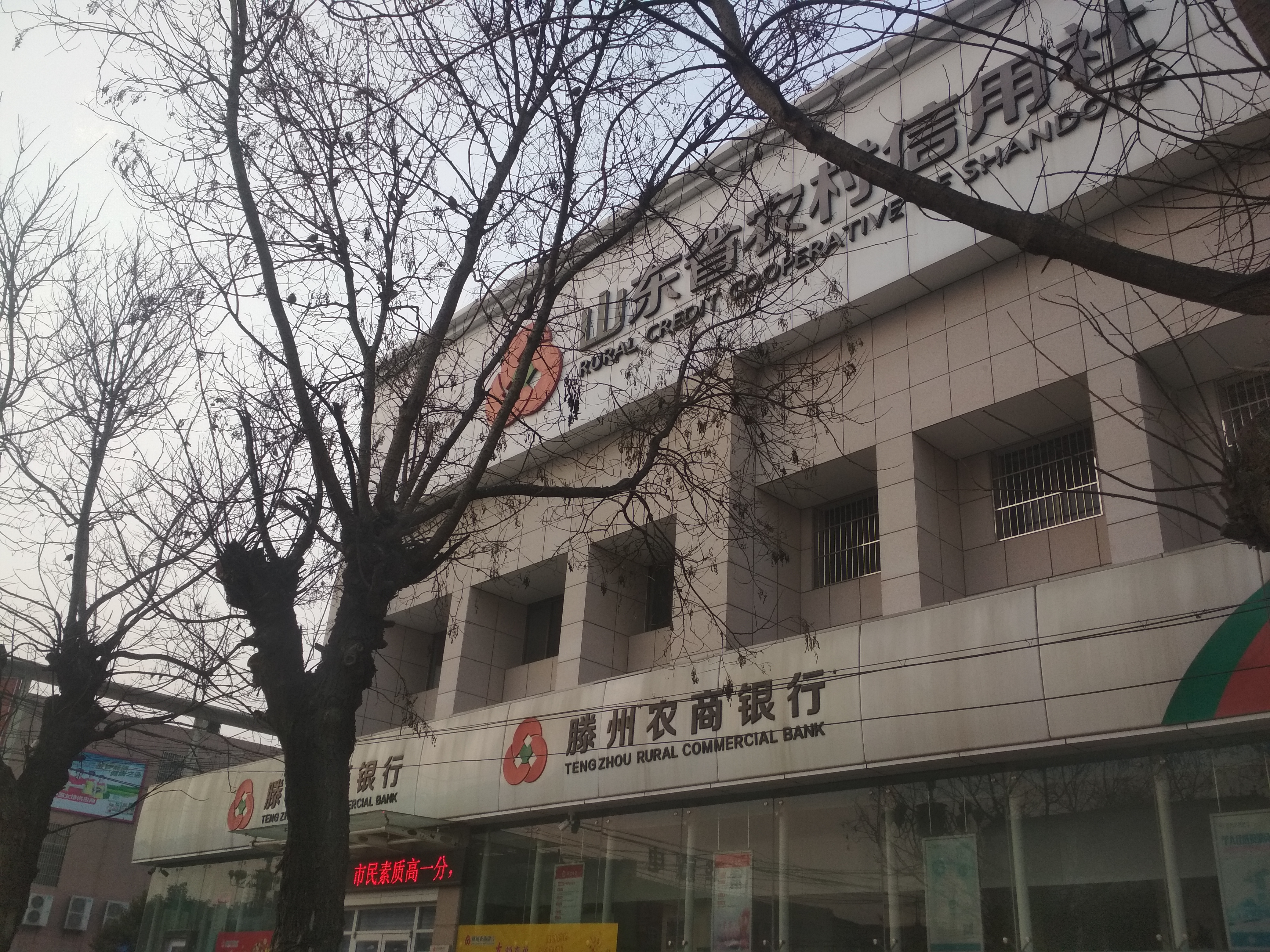
山东农信成员——滕州农商银行

在2012年5月及以前，山东农信的标志套用中国信合的标志；2012年6月，山东省农村信用社新标识正式启用。